# Gilera Runner

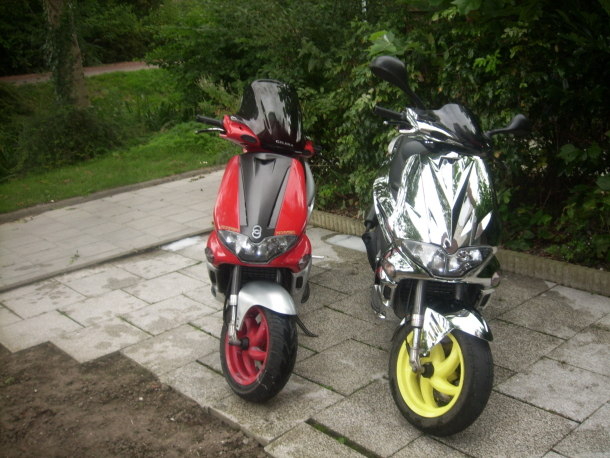
Runners SP PRO (links rood zigzag uit 2005 en rechts chromen DMP-uitvoering)

De Gilera Runner is een grote en redelijk zware scooter (94 kg drooggewicht). Geproduceerd vanaf 1997 tot en met 2005, na 2005 kwam er een nieuwe uitvoering genaamd Gilera Runner RST.
En bestaan verschillende uitvoeringen van:
- 50 cc tweetakt
- 50 cc injectie(purejet) tweetakt
- 125 cc tweetakt
- 125 cc viertakt
- 180 cc tweetakt
- 180 cc viertakt
- 200 cc viertakt

## Geschiedenis
De Runner werd geïntroduceerd als 50- en 180cc-tweetakt in 1997.
Gedurende het eerste modeljaar werd de 50cc-versie geleverd met een trommelrem achter, een darkdreamcilinder en in een egale kleurstelling.In dit jaar was er ook een speciale editie die een zilver kleurige lak had en stickers met special edition op de zij kanten van de kappen.
Met modeljaar 1998 werd deze vervangen door de "Runner SP"(sport productions). De grote uiterlijke wijziging van deze SP-uitvoering betrof two-tone-lak. Het motorblok werd aangepast met een schijfrem achter, een veel tragere cilinder en een gewijzigde vertanding.
Modeljaar 1999 bracht een spoiler op het dashboard, verbeterde koplampen, een grotere benzinetank en een kleinere buddybak. De accu werd verplaatst naar onder het zadel. Op de plek waar hij tot dan toe zat, naast de treeplank, kon hij eenvoudig worden losgemaakt, waardoor het eventueel gemonteerde alarm nutteloos werd. Tevens werd de scooter uitgerust met een 17.5mm carburateur van dellorto, welke de 12mm weber verving.
Sinds 2000 is er technisch niets meer aan de Runner verbeterd; in toenemende mate wordt op de onderdelen bezuinigd en de kwaliteit van remmen, lagers en kappen is teruggelopen. Zwakke plekken van de Runner zijn de slecht verende voorvork en achterschokbreker. Slechte vering is al meer dan 10 jaar een kenmerk van Piaggioscooters en tot op heden nog niet opgelost.
In 2002 kwam er een speciale editie van de Runner op de markt onder de naam Poggiali, vernoemd naar de bekende motorcoureur Manuel Poggiali. De Runner kreeg dezelfde kleur en dezelfde stickerset.
Van 2003 tot begin 2005 werd een weer iets ander model Runner ontworpen, de Runner SP Pro. Deze was vrijwel geheel hetzelfde, alleen wat vernieuwd. De kleurstellingen waren bijvoorbeeld veranderd, de modellen kregen rode of gele velgen (afhankelijk van het model) en de scooter kreeg een andere waterpompdeksel en ook een katalysator. Verder werd de omvang en vorm van het luchtfilter veranderd: deze werd verkleind. De voorkap werd ook veranderd en het Gilera-logo bovenin werd naar beneden verplaatst. Nog een opvallende verandering was de spoiler aan de achterkant: in plaats van een kleine handgreep was dit meer een vleugel geworden. Ook werd het dashboard een beetje verfraaid en kon het licht niet meer uitgeschakeld worden. Motorisch werd dit model verder nog uitgerust met een standaard 17,5mm-Dellortocarburateur.
Eind 2005 werd de Runner SP Pro opgevolgd door een nieuw model. Dit nieuwe model leek voor een deel op het oude model, maar was toch wel degelijk veranderd. Het blok was hetzelfde gebleven als het blok in de laatste series van het oude model, namelijk het uitstekende Hiper-2-blok. Standaard was een terugloopuitlaat met katalysator, een 17,5mm-carburateur en een digitaal dashboard inclusief toerenteller. Een bijzonder detail aan het nieuwe model was dat het voorwiel groter was dan het achterwiel. Dit was zo gedaan om de scooter beter te laten presteren op het gebied van wendbaarheid en stuurwerk. De draaicirkel was vergeleken met het oudere model kleiner geworden. Dit was prettig met parkeren of wanneer de scooter in een garage moest worden geplaatst. Qua vering was er achter het een en ander veranderd, maar de voorvork was nog steeds dezelfde. Het nieuwe model was leverbaar in meerdere kleuren, waaronder: geel, wit, rood, zwart, matzwart en antraciet. Naast de 50cc-carburateurversie was er ook een injectiemodel verkrijgbaar.
De modellen van bouwjaar 2009 hebben een speciaal logo met de tekst "1909-2009 Gilera 100" ter viering van het het 100-jarig bestaan van Gilera.
Bij de introductie werden de 125cc en de 180cc versie nauwelijks verkocht in Nederland. Tegenwoordig is dat echter anders. Ze worden vaak geïmporteerd uit Duitsland en Italië. Vooral onder jongeren is het een populaire scooter geworden.